# Proteste im Sudan ab 2011

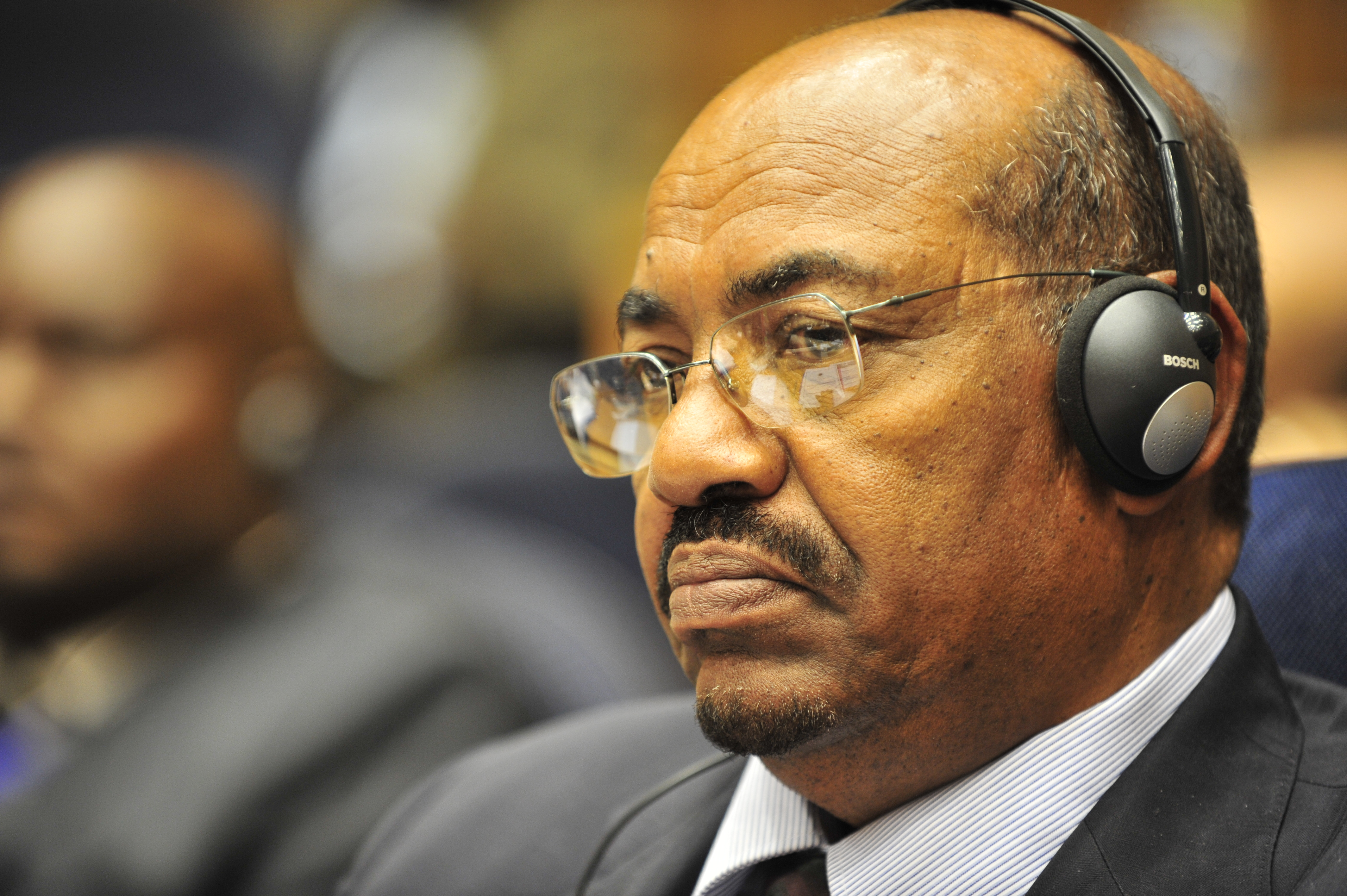
Präsident Umar al-Baschir (2009)

Die Proteste im Sudan begannen Anfang Januar 2011 und gelten als Teil des Arabischen Frühlings. Sie richteten sich gegen das autoritäre Regime von Präsident Umar al-Baschir und die wirtschaftliche Situation, die sich durch die Unabhängigkeitserklärung des Südsudan am 9. Juli 2011 und die dadurch wegfallenden Einnahmen aus den dortigen Ölquellen verschärft hatte. Am 11. April 2019 setzte das sudanesische Militär al-Baschir ab.

## 2011
Die Demonstranten waren zu Beginn der Proteste vor allem Studenten sowie Anhänger der kommunistischen und der von Hasan at-Turabi geführten islamistischen Opposition. Dabei starben 14 Menschen, ca. 2000 wurden inhaftiert.

## Präsidentschaftswahlen 2015
Als sich die Demonstrationen ausweiteten, kündigte al-Baschir am 21. Februar 2011 an, dass er bei den Präsidentschaftswahlen 2015 nicht antreten werde. Er nahm jedoch seine Aussage zurück und stellte sich im April 2015 den Präsidentschaftswahlen, die er am 27. April mit nach offiziellen Angaben 94 % der Stimmen gewann. Offiziell gingen 46,4 % der Bürger zur Wahl, während Wahlbeobachter der Afrikanischen Union lediglich 30 bis 35 % Wahlbeteiligung schätzten.

## Seit 2018
Ab 19. Dezember 2018 kam es erneut zu Protesten von Studenten, u. a. in Bur Sudan und Atbara, zunächst wegen der schwierigen wirtschaftlichen Lage im Land, wobei es wieder zu Todesopfern und Festnahmen kam. Zunächst wurde v. a. wegen des hohen Brotpreises demonstriert, dann auch zur Revolution gegen den Staatspräsidenten aufgerufen. Als auch zu Beginn des Jahres 2019 die Proteste andauerten, rief Staatspräsident Umar al-Baschir Ende Februar einen einjährigen Notstand aus und besetzte im Zuge dessen die Regierungen des Staates und der Länder neu. Zudem sollte zunächst die Verfassung nicht so geändert werden, dass er nach der Wahl im Jahr 2020 eine weitere Amtszeit hätte antreten können.
Nachdem es Anfang April weitere Proteste gegeben hatte, wurde al-Baschir am 11. April vom Militär abgesetzt und festgenommen. Allerdings wurden die Proteste fortgesetzt, nun gegen die Pläne der militärischen Übergangsregierung, für zwei Jahre die Kontrolle behalten und die Macht nicht unmittelbar an eine zivile Regierung übergeben zu wollen. Am 28. April wurde beschlossen, eine gemeinsame Regierung aus Militär und Opposition zu bilden.